# Домброва (гміна Мірче)
Домброва (пол. Dąbrowa) — село у Польщі, у гміні Мірче Грубешівського повіту Люблінського воєводства. Населення — 7 осіб (2011).

## Історія
За даними етнографічної експедиції 1869—1870 років під керівництвом Павла Чубинського, у селі проживали греко-католики, які розмовляли українською мовою.
У 1921 році колонія входила до складу гміни Мірче Грубешівського повіту Люблінського воєводства Польської Республіки.
У 1975—1998 роках село належало до Замойського воєводства.

## Демографія
За даними перепису населення Польщі 1921 року в колонії налічувалося 34 будинки та 210 мешканців, з них:
- 102 чоловіки та 108 жінок;
- 155 православних, 55 римо-католиків;
- 139 українців, 68 поляків, 3 особи іншої національності.

Демографічна структура станом на 31 березня 2011 року:
|          | Загалом | Допрацездатний вік | Працездатний вік | Постпрацездатний вік |
| -------- | ------- | ------------------ | ---------------- | -------------------- |
| Чоловіки | 2       | 0                  | 2                | 0                    |
| Жінки    | 5       | 2                  | 1                | 2                    |
| Разом    | 7       | 2                  | 3                | 2                    |